# Henry-van-de-Velde-Gesellschaft
Die Hagener Henry-van-de-Velde-Gesellschaft e.V. (Eigenschreibweise: Henry van de Velde-Gesellschaft) ist eine kulturelle Vereinigung zum Erhalt des Gedenkens an den belgischen Künstlers Henry van de Velde. Sie verfügt über eine eigene umfangreiche Sammlung von Werken des Künstlers.  

## Gesellschaft
Am 4. Mai 1959 gründete Herta Hesse-Frielinghaus mit einer Gruppe von Architekten, unter anderem Walter Gropius, Ludwig Mies van der Rohe sowie Alvar Aalto, die Henry van de Velde-Gesellschaft. Herta Hesse-Frielinghaus (1910–1988) war, als Direktorin des Osthaus Museums Hagen, auch Geschäftsführerin des Karl Ernst Osthaus-Bundes e.V./Hagener Kunstverein und treibende Kraft hinter der Gründung des „Westdeutschen Künstlerbundes“. Hesse-Frielinghaus bemühte sich nicht nur immer wieder um neue Ankäufe für das unter ihrer Leitung so genannte Karl Ernst Osthaus Museum, sondern widmete sich bereits vor der Gründung der Gesellschaft dem Gedenken und der Pflege des Werkes von Henry van de Velde, so stellte sie auch Kontakt zu van de Velde, seiner Familie bzw. auch zu seinen Nachkommen und seinem Freundeskreis her. Sie forschte der Hagener Kulturgeschichte nach, wozu sie erstmals die Archivdokumente des Karl Ernst Osthaus Museums wissenschaftlich auswertete, woraus das Osthausarchiv entstand.
Im Gedenken an den 1957 verstorbenen europäischen Architekten und Kunstgewerbetreibenden bemüht sich der Verein um die Sicherung seines Werkes. Als Dauerleihgabe an das Osthaus Museum Hagen wird die umfangreiche Sammlung der Gesellschaft, bestehend aus Möbeln und Kunstgewerbe des Architekten, im „Hohenhof – Museum des Hagener Impulses“ präsentiert.
Die Henry van de Velde-Gesellschaft hat ihren Sitz im Hohenhof, dem ehemaligen Wohnhaus des Museumsgründers Karl Ernst Osthaus, welches durch Henry van de Velde architektonisch gestaltet und ausgestattet wurde. Des Weiteren stammt auch die Innenarchitektur des historischen Altbaus des Osthaus Museums im Kunstquartier Hagen, des ursprünglichen Folkwang-Museums in Hagen, von dem Architekten.
Es ist der Vereinsarbeit zu verdanken, dass unter anderem ein Großteil der bedeutenden Ausstattungsstücke des Hohenhofes – Möbel wie auch kunstgewerbliche Arbeiten – an ihren ursprünglichen Standort zurückkehren konnten.
Im Jahr 1999 konnte der Hohenhof, auf Betreiben des Karl Ernst Osthaus-Museums, als Ankerpunkt der Route der Industriekultur, der Öffentlichkeit als Museum zugänglich gemacht werden.

## Vorstand

### Vorstand
- Martin Ernst Duthweiler, Landschaftsarchitekt, München
- Birgit Schulte, Stellv. Direktorin des Osthaus Museums Hagen
- Barbara Welzel,  Professorin für Kunstgeschichte (Lehrstuhl) und Prorektorin Diversitätsmanagement der Technischen Universität Dortmund

### Geschäftsführer
- Rouven Lotz, Direktor des Emil Schumacher Museums, zugleich Vorstandsmitglied der Henry van de Velde-Gesellschaft Sachsen.